# Synode de Ráth Breasail
Le synode de Ráth Breasail (également orthographié Rathbreasail) (irlandais : Sionad Ráth Bhreasail) s'est tenu en 1111 en Irlande. Il marque une transition entre l'organisation traditionnelle  irlandaise d'église monastique et l'établissement de diocèses et de paroisses conforme aux pratiques de l'Église catholique romaine. La plupart des diocèses actuels de l'Église catholique d'Irlande sont issus des décisions de ce synode.

## Le synode
Le synode a rassemblé pas moins de 50 évêques 300 prêtres et environ 3000 laïques. Il établit deux provinces ecclésiastiques : Armagh et Cashel. Chaque province étant constituée de douze diocèses. Les limites des diocèses sont seulement vaguement esquissées. Le synode établit également un évêché à Waterford comme suffragant de  Cashel alors que la cité danoise avait jusqu'à présent été liée à la province ecclésiastique Canterbury.
Le légat du pape conférant autorité au synode est Gille, évêque de Limerick. Gille n'est pas mentionné dans les Chroniques d'Irlande, sans doute parce que Limerick était une cité Hiberno-Norse.
Ce synode est le second des quatre grandes assemblées réformatrices de l'Église d'Irlande les trois autres se tinrent à Cashel en 1101, Kells-Mellifont en 1152 et de nouveau à Cashel en 1172 sous l'égide de Henri II d'Angleterre. Rathbreasail situé près de Mountrath, dans le comté de Laois, était un endroit central apte à favoriser à la réunion d'une grande assemblée.

## Les diocèses
Deux archidiocèses et vingt-quatre diocèses sont établis par le synode :

### Province d'Armagh
- Archidiocèse d'Armagh
- Connor : territoire du Dalriada
- Down : territoire de l'Ulaid
- Ardstraw : territoire du Cenél nEógain (sans Inis Eogain)
- Raphoe : Tír Conaill et Inis Eogain
- Clogher : Approximativement le royaume des Uí Chremthainn
- Tuam : un des cinq diocèses du Connacht
- Ardagh : est du Connacht
- Killala : territoire des Uí Fiachrach, nord du Connacht.
- Elphin : est du Connacht
- Cong (it) : il est considéré comme le 5e diocèses du Connacht, mais le nom de ses évêques n a pas été conservé
- Diocèse de Duleek : est du Meath - Au Synode d'Uisneach, convoqué par l'abbé de Clonmacnoise après 1111, le siège de Duleek est supprimé. Le Westmeath est rattaché au nouveau Diocèse de Clonmacnois ainsi que l'est du Meath jusqu'à Clonard. Il semble cependant que plusieurs évêques de Duleek furent ordonnés jusqu'en 1160.
- Meath et Clonard : comté de Westmeath
- Clonfert : territoire des Uí Maine

### Province de Cashel
- Archidiocèse de Cashel
- Emly
- Cork
- Ratass : territoires des Ciarraighe, Corco Duibne et Eóganacht Locha Léin (transféré à Ardfert en 1117)
- Killaloe : territoire de Uí Fiachrach Aidhne.
- Limerick
- Ferns
- Glendalough
- Kildare
- Leighlin un des cinq diocèses du Leinster.
- Diocèse de Waterford : déjà existant mais suffragant de l'Archevêché de Canterbury jusqu'en 1111
- Kilkenny (renommé plus tard Ossory) : territoire du royaume d'Osraige

Le Diocèse de Dublin reconnait la juridiction de l'Archevêque de Cantorbéry jusqu'en 1096, mais n'est pas inclus dans la liste des diocèses pendant le synode car il n'est pas incorporé dans l'organisation de la hiérarchie religieuse irlandaise jusqu'au Synode de Kells en 1152.

## Dictatus papae
Les délibérations du synode sont dans la ligne des décisions relativement récentes de la Papauté qui sont édictées dans le recueil Dictatus papae (1075–87) émanant de la notion de Libertas ecclesiae (1079).

## Sources
- (en) Cet article est partiellement ou en totalité issu de l’article de Wikipédia en anglais intitulé « Synod of Ráth Breasail » (voir la liste des auteurs), édition du 24 avril 2012.
- (en) Peter Galloway, The Cathedrals of Ireland, Belfast 1992.
- (en) T.W Moody, F.X. Martin, F.J. Byrne A new history of Ireland Oxford University Press réédition 2011  (ISBN 9780199593064), tome IX ,« Succession lists: Bishops, 1111-1534 » p. 264-331 & « Dioceses as definided at the Synod of Raith Bressail 1111 », Table 24 p. 26.